# Granatapfel (Heraldik)

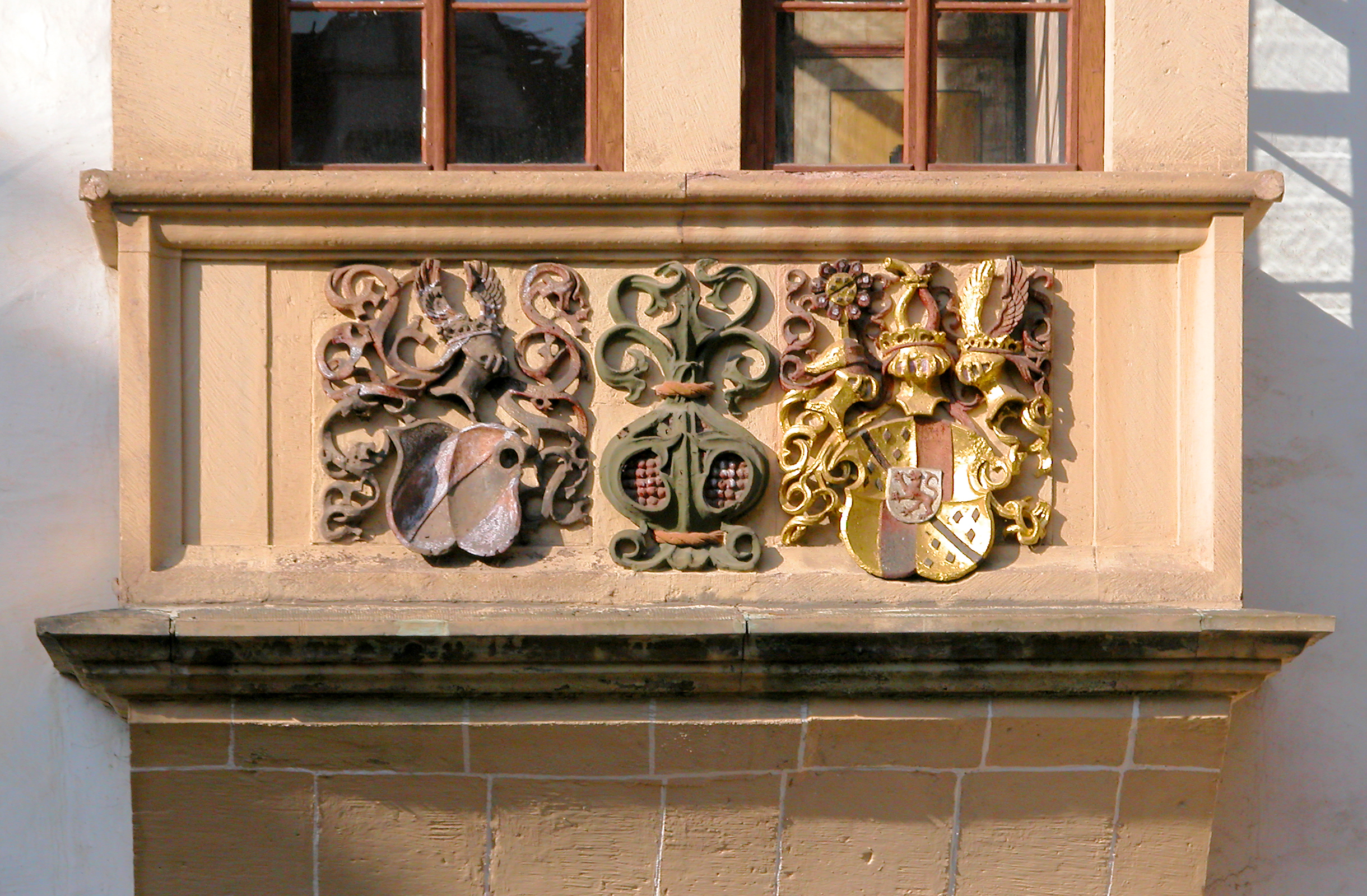
Stilisierter Granatapfel (Mitte) an Frührenaissance-Wappentafel, um 1527–34, Schloss Hinterglauchau, Sachsen

Der Granatapfel (mittelhochdeutsch malagranâtapfel, margramapfel u. ä. aus lateinisch malum granatum.) ist in der Heraldik eine gemeine Figur.
Er symbolisiert Leben und Fruchtbarkeit, aber auch Macht in seiner Form als Reichsapfel, sowie Blut und Tod. Im religiösen Zusammenhang steht er sowohl für die Gemeinschaft der Kirche als Ekklesia, als auch im Speziellen für den Priesterstand.
Die Frucht wird vorwiegend stilisiert verwendet. Dargestellt wird sie in der Regel in Gold. An der oberen Stelle ist der Blütenkelch noch sichtbar. Häufig wird die aufgeplatzte Form mit den dadurch sichtbaren roten Kernen gezeigt.

## Beispiele

teilgeöffneter naturfarbener Granatapfel im Wappen des Königreichs Granada nach 1492
teilgeöffneter naturfarbener Granatapfel im Wappen von Granada
teilgeöffneter naturfarbener Granatapfel im Wappen der Provinz Granada
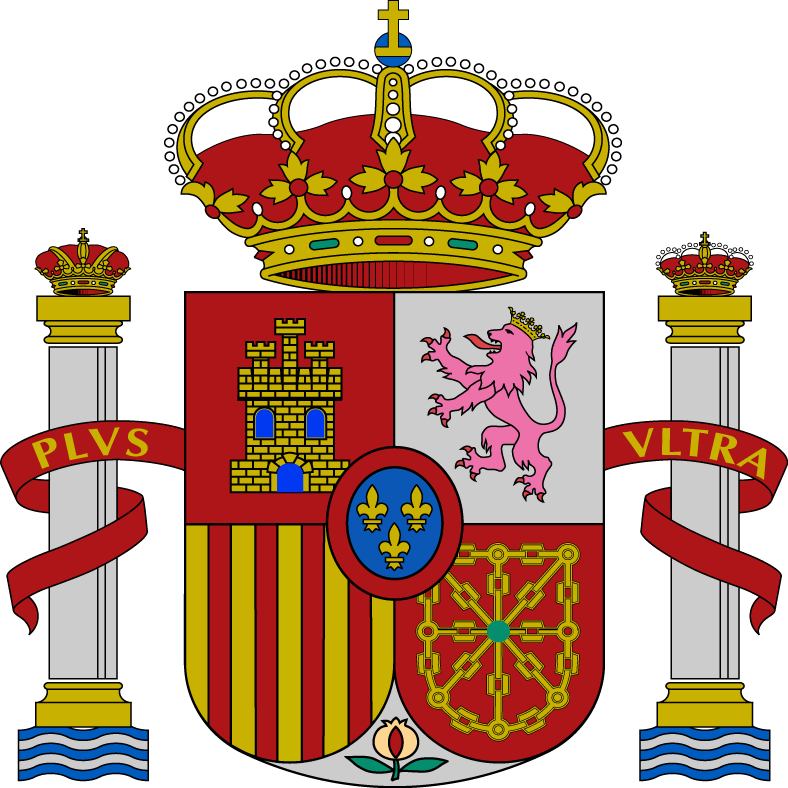
teilgeöffneter naturfarbener Granatapfel im Schildfuß des spanischen Wappens
geschlossene goldene und rote Granatäpfel im Wappen und Bord von Bogotá
kolumbianisches Wappen mit goldenem Granatapfel
geschlossener roter Granatapfel im Wappen von Bibertal

Die spanische Stadt Granada und die gleichnamige Provinz haben die Frucht in naturfarbener Form im Wappen. Im Staatswappen von Spanien ist im Schildfuß ein Granatapfel, der das frühere Königreich Granada repräsentiert. Auch im Wappen Kolumbiens erinnert er an die spanische Zeit, als Kolumbien noch Nueva Granada hieß. Im Wappen von Bogotá ist er neunfach in Gold im Bord des Stadtwappens, der Wappenadler hält im Wappenschild in seinen Fängen je ein Granatapfel.
Im Zeichen der Barmherzige Brüder vom hl. Johannes von Gott wird ein geöffneter Granatapfel von einem Kreuz überhöht.